# مارکوس آسونسائو
مارکوس آسونسائو (به پرتغالی: Marcos dos Santos Assunção) هافبک اهل برزیل است که در شهر Caieiras و در تاریخ ۲۵ ژوئیهٔ ۱۹۷۶ به دنیا آمده‌است.
مارکوس آسونسائو در تیم‌های فوتبال Rio Branco ،سانتوس، فلامینگو، سانتوس، آ.اس. رم و رئال بتیس سابقهٔ حضور دارد. این بازیکن همچنین در سال، ۱۹۹۸ – ۲۰۰۰ ۱۱ بار برای، تیم ملی فوتبال برزیل به میدان رفته‌است و طی این مدت ۱ گل به ثمر رسانده‌است.